# Януари
 За пиесата от Йордан Радичков вижте Януари (пиеса).  
Януари е името на първия месец от годината според
григорианския календар и има 31 дни.
Януари е предпоследният месец в римския календар. Януари и февруари са последните два месеца, добавени към календара, тъй като римляните смятали зимата за безмесечен период.

## Етимология
Името на месеца идва от латински Iānuārius, месецът на Янус, римският бог на вратите и проходите, на Слънцето и светлината, както и на всяко начало и край.
Старото българско име на януари е Голям Сечко, тъй като големият студ пресича всякаква земеделска дейност. Старото славянско название на месеца е . Прабългарите наричали този месец Алем.

## Събития
- На 1 януари се отбелязват Нова година и Васильовден.

## Любопитно
- Знаците на зодиака през месец януари са Козирог (22 декември – 20 януари) и Водолей (21 януари – 18 февруари).
- Слънцето обаче преминава през зодиакалните съзвездия Стрелец и Козирог.
- В обикновена година януари започва и свършва в същия ден от седмицата както октомври, а във високосна година започва в същия ден от седмицата като април и юли.